# Качайское
Качайское — озеро в Ганцевичском районе Брестской области Белоруссии, в 5 км к юго-западу от города Ганцевичи.
Через озеро протекает речка Выдренка.

## Описание
Площадь — 0,17 км². Ширина — 0,45 км. Длина береговой линии 1,51 км. Принадлежит бассейну реки Цна, находится среди лесного массива. Через озеро проходит канал.